# Proagonistes saliodes
Proagonistes saliodes är en tvåvingeart som beskrevs av Stanley Willard Bromley 1930. Proagonistes saliodes ingår i släktet Proagonistes och familjen rovflugor.
Artens utbredningsområde är Malawi. Inga underarter finns listade i Catalogue of Life.